# Celestyn (jezioro)
Celestyn – jezioro położone w południowej części Celestynowa na terenie nazywanym Starą Szkółką w województwie mazowieckim. Jezioro powstało na terenie bagnistym. W okresie letnim niemal w pełni wysycha (w zależności od przebiegu zimy). Wiosną można obserwować dzikie zwierzęta takie jak zaskrońce, żmije zygzakowate, dziki, sarny, a nawet łosie. 
Jezioro znajduje się w bezpośrednim sąsiedztwie linii kolejowej nr 7, a dojście na brzeg jest możliwe wzdłuż torów (od ul. Świętego Kazimierza) lub od ul. Partyzantów.
Wyspy na jeziorze zarośnięte są trzcinami, gdzie żyją dzikie kaczki, łabędzie oraz inne wodne ptaki.

## Galeria

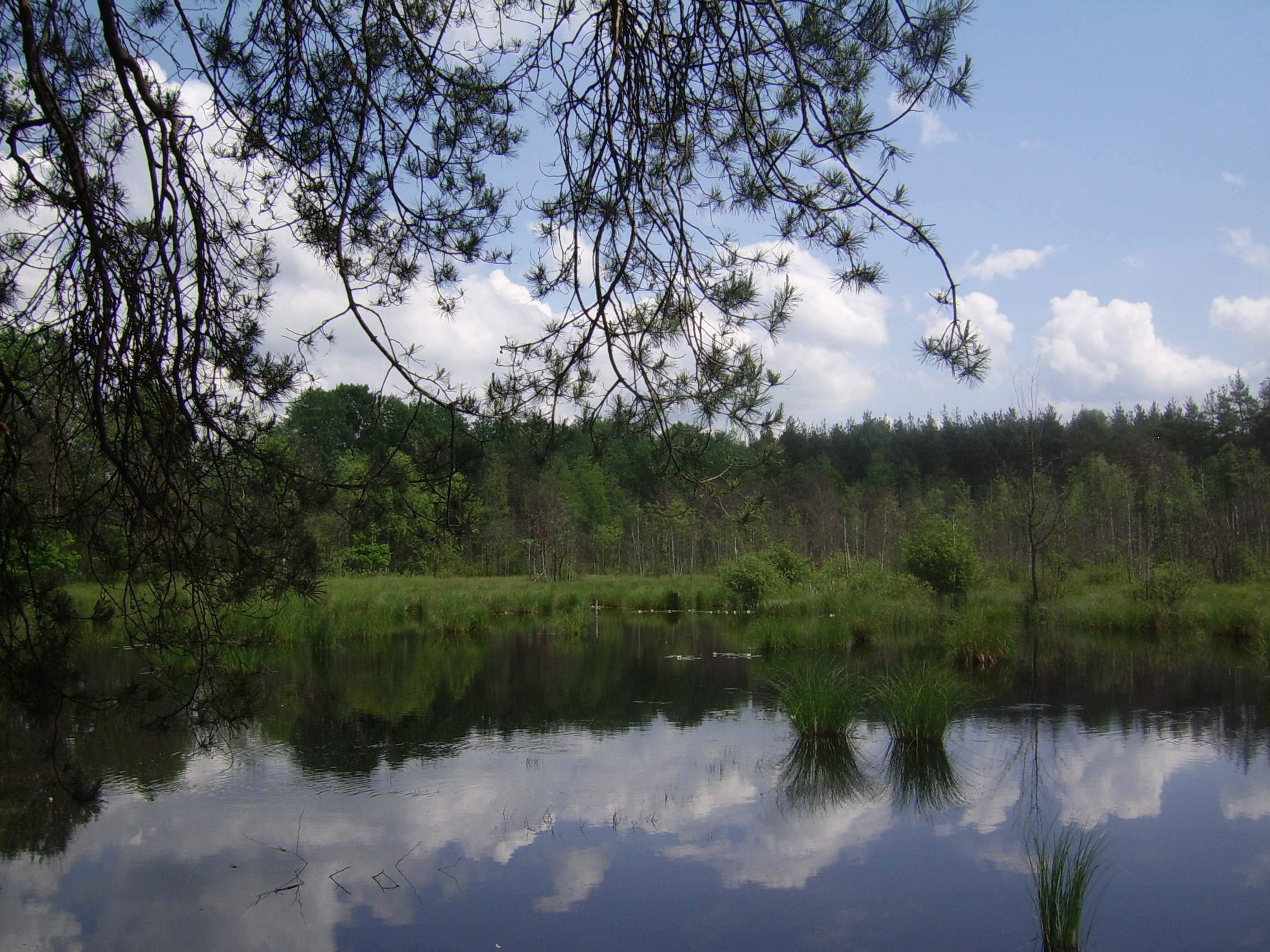
Jezioro Celestyn w 2013 roku - widok od lasu (od ul. Partyzantów)
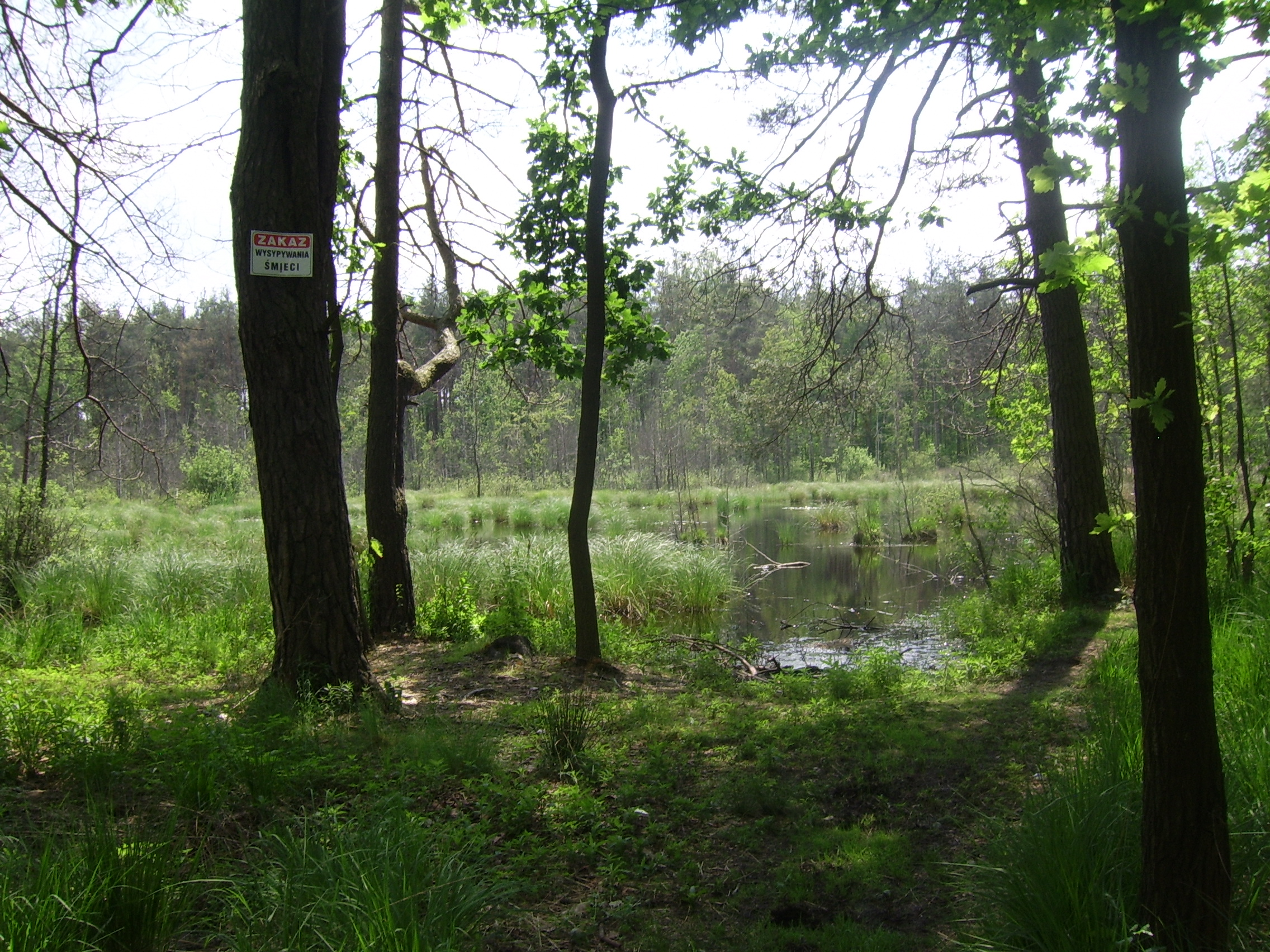
Jezioro Celestyn w 2013 roku - widok od linii kolejowej nr 7 (ul. Kolejowa)
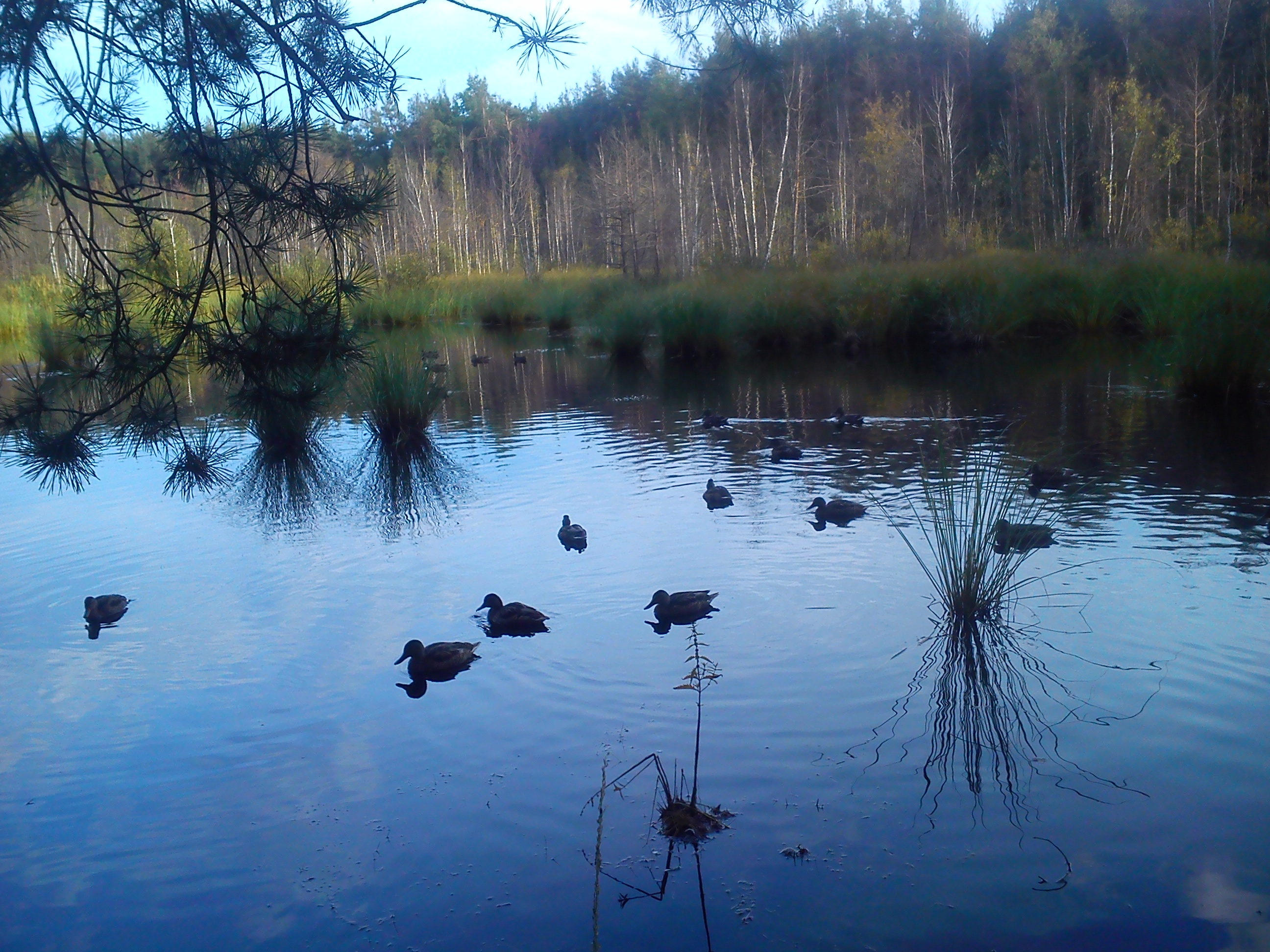
Jezioro Celestyn w 2014 roku - widok od lasu (od ul. Partyzantów)
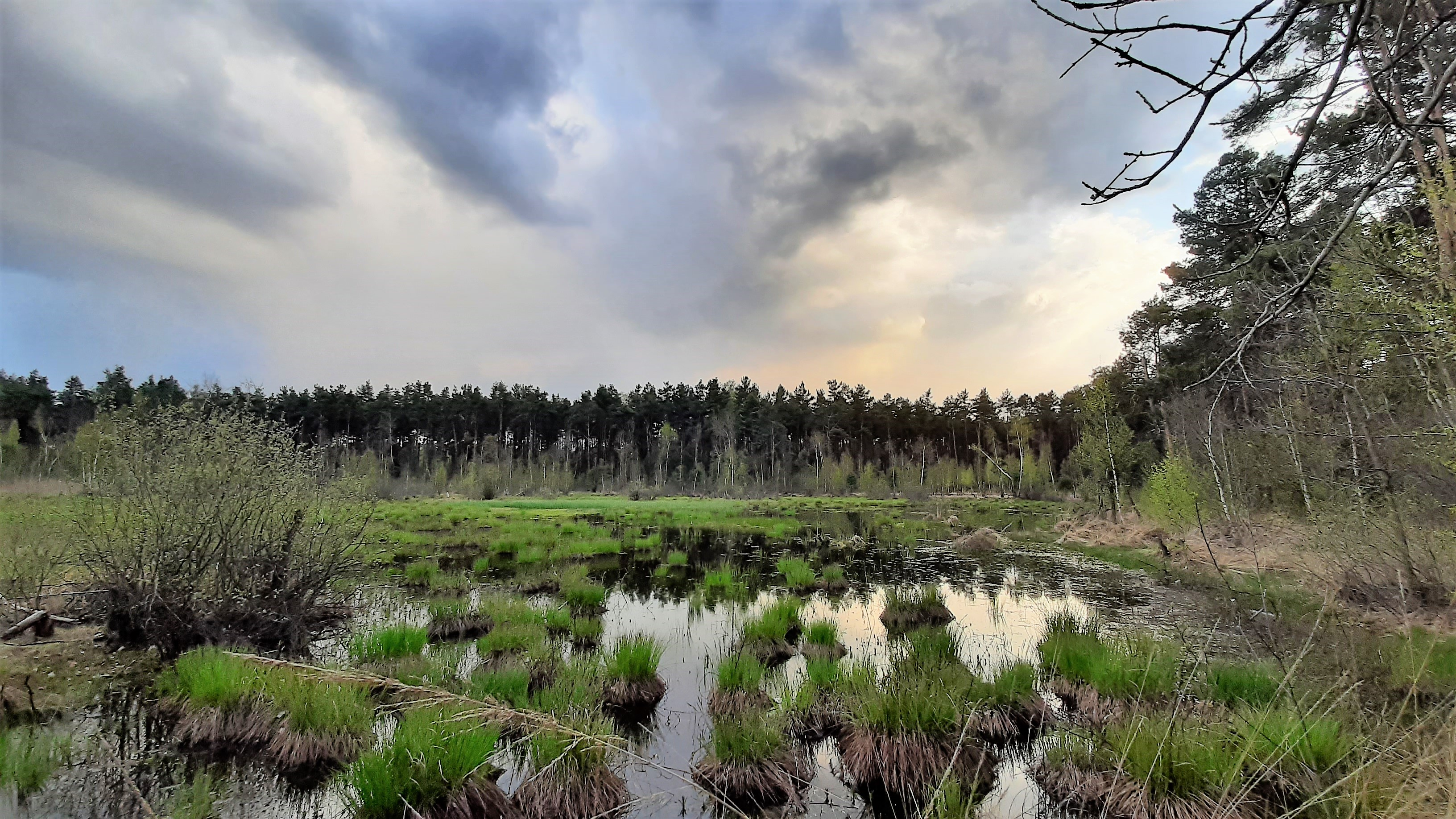
Jezioro Celestyn w 2021 roku - widok od linii kolejowej nr 7 (ul. Kolejowa)